# Thánh mẫu học Anh giáo

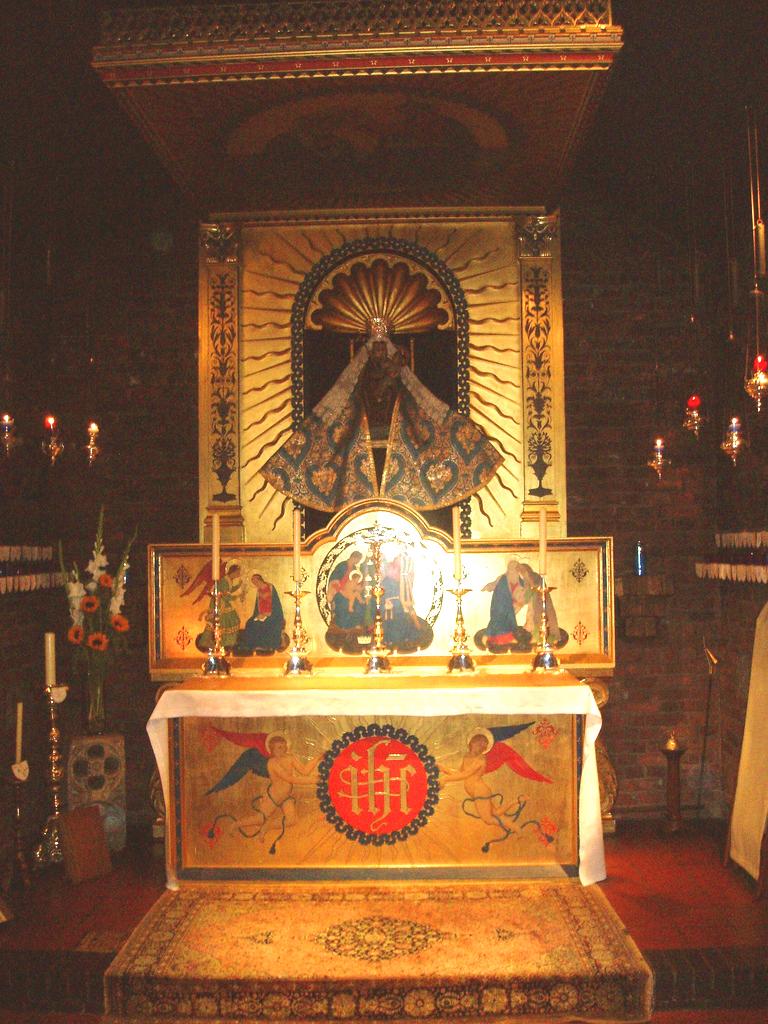
Bàn thờ Đức mẹ Walsingham trong một Nhà thờ Anh giáo

Thánh mẫu học Anh Giáo thay đổi theo thời gian và có sự khác biệt giữa các nhóm độc lập trong giáo hội Anh.
Khi bắt đầu cuộc ly giáo với Công giáo vào thế kỷ XVI, những người theo Anh giáo đã đập phá các thánh tượng và đền thánh của Đức Mẹ, ngăn cấm việc cầu xin với Đức Mẹ và các thánh. Đến thế kỷ thứ XVII những người Carolines (môn đệ của Charles II) bắt đầu có sự sùng kính Đức Mẹ, nhưng vẫn không chấp nhận việc cầu xin cùng Đức Mẹ. Những người theo chủ nghĩa hợp lý (Rationalism) ở thế kỷ thứ XVIII hủy bỏ tất cả những việc sùng kính Đức Mẹ.
Vào thế kỷ thứ XIX, phong trào sùng kính Đức Mẹ trong Anh giáo mạnh mẽ. John Keble xuất bản tập thơ "Ave Maria" trong đó Đức Maria được xưng tụng là "Nữ Tì có phước" và "hoa huệ trong vườn địa đàng." Tập thơ đã gây ảnh hưởng rất lớn trong giáo hữu Anh Giáo. Ngoài ra phong trào ở Đại Học Oxford cũng cho thấy tầm quan trọng của Đức Mẹ trong chương trình cứu chuộc của Thiên Chúa.
Hiện nay, nhiều nhóm trong giáo hội Anh Giáo đã công khai dựng tượng Đức Mẹ trong hoặc trước thánh đường của họ. Một vài linh mục Anh Giáo đã lần chuỗi mân côi với các giáo hữu. Tuy nhiên, hai tín điều Đức Mẹ Vô Nhiễm Nguyên Tội và Hồn Xác Lên Trời vẫn chưa chính thức được thừa nhận..
Các học giả Anh giáo như Eric Mascall (1905-1993), John Macquarrie (1919-2007) đều bày tỏ sự ủng hộ đối với việc sùng kính Đức Maria, Mascall cho rằng: "Mối liên hệ của Đức Maria với Giáo hội là sản phẩm tương đối của hai mối liên hệ căn bản hơn. Mối liên hệ căn bản thứ nhất là mối liên hệ giữa Đức Maria và Con của ngài; Người vốn là một con người và ngài vốn là mẹ của Người. Mối liên hệ căn bản thứ hai là mối liên hệ của Chúa Giêsu với chúng ta và với Giáo hội; ta là chi thể của Người và Giáo hội là nhiệm thể của Người. Bởi thế, Đức Maria là mẹ ta và ta là con cái của ngài nhờ được nhận làm con nơi Con Trai ngài. Đây không hẳn là một bột phát từ lòng sùng kính mà là một sự kiện thần học".
Anh Giáo đã cộng tác với Công giáo cho ra đời cuốn "Trinh Nữ Maria" (The Blessed Virgin Mary). Một hội nghị của các thần học gia Anh Giáo và Chính thống giáo đã được đúc kết thành cuốn "Đấng Trung Gian Duy Nhất, Các Thánh và Đức Maria" (The One Mediator, The Saints and Mary). Vào ngày 16 tháng 5 năm 2005 hai uỷ ban đại kết Anh giáo và Công giáo đã cho xuất bản tài liệu chung với chủ đề "Mary: Grace and Hope in Christ." ("Đức Mẹ Maria, Niềm Ơn Phúc và Hy Vọng trong Chúa Kitô"). Trong đó nhấn mạnh rằng Mẹ Maria đã có "những nổi bật mới trong thờ phượng Anh giáo" qua các canh tân phụng vụ thế kỷ 20.